# Bombs Over Burma
Bombs Over Burma is een Amerikaanse oorlogsfilm uit 1942 onder regie van Joseph H. Lewis.

## Verhaal
Tijdens de oorlog worden in China goederen voor de Geallieerden getransporteerd langs de Birmaweg. Een kleine groep strijdkrachten moet die weg bewaken. Na een Japanse verrassingsaanval komen ze erachter dat er zich een spion in hun midden bevindt. De Chinese lerares Lin Ying ontdekt dat de bevoorrading wordt gesaboteerd door een Engelse edelman, die werkt voor de Asmogendheden.

## Rolverdeling
| Acteur          | Personage         |
| --------------- | ----------------- |
| Anna May Wong   | Lin Ying          |
| Noel Madison    | Me-Hoi            |
| Leslie Denison  | Roger Howe        |
| Nedrick Young   | Slim Jenkins      |
| Dan Seymour     | Pete Brogranza    |
| Frank Lackteen  | Hallam            |
| Teala Loring    | Lucy Dell         |
| Dennis Moore    | Tom Whitley       |
| Connie Leon     | Ma Sing           |
| Hayward Soo Hoo | Ling              |
| Richard Loo     | Kolonel Kim       |
| Paul Fung       | Speelgoedverkoper |
| Richard Wong    | Bediende          |